# Darnilia flagellaris
Darnilia flagellaris är en stekelart som beskrevs av Van Achterberg 1989. Darnilia flagellaris ingår i släktet Darnilia och familjen bracksteklar. Inga underarter finns listade i Catalogue of Life.